# Félix J. Palma
 (mars 2012).
Œuvres principales
- La Carte du temps

Félix Jesús Palma Macías, connu comme Félix J. Palma, né le 16 juin 1968 à Sanlúcar de Barrameda, Cadix, est un écrivain de langue espagnole.

## Œuvres

### Trilogía victoriana
1. La Carte du temps, Robert Laffont, 2011 ((es) El mapa del tiempo, Algaida, 2008)Prix Ateneo de Seville 2008
2. (es) El mapa del cielo, Plaza & Janés, 2012

### Autres romans
- (es) La hormiga que quiso ser astronáuta, Quorum, 2001Roman jeunesse
- (es) Las corrientes oceánicas, Algaida, 2005Premio Luis Berenguer

### Livres de contes
- (es) El vigilante de la salamandra, Pre-Textos, 1998
- (es) Métodos de supervivencia, Fundación Municipal de Cultura de Cádiz, 1999
- (es) Las interioridades, Castalia, 2001Premio Tiflos 2001
- (es) Los arácnidos, Algaida, 2003Premio Iberoamericano de relatos Cortes de Cádiz
- (es) El menor espectáculo del mundo, Páginas de Espuma, 2010